# Emese Barkaová
Emese Barka, (* 4. listopadu 1989 Budapešť, Maďarsko) je maďarská zápasnice.
Zápasu se věnuje od 11 let. Připravuje se v budapešťském klubu Vasas pod vedením Jenő Bódiho a dalších. V roce 2015 získala zlatou medaili na Evropských hrách po spolupráci s italskou trenérkou a bývalou zápasnicí Dilettou Giampiccolovou.